# Metropolie Německo
Metropolie Německo je jedna z metropolií Konstantinopolského patriarchátu.

## Historie a současnost
Řecké farnosti v Německu vznikaly v 19. století. Od 20. let 20. století se farnosti dostaly pod jurisdikci Archiepiskopie Thyateira.
Dne 5. února 1963 zřídil Svatý synod Konstantinopolského patriarchátu samostatnou německou metropolii, která spravovala farnosti v Německu, Nizozemsku a Dánsku.
Dne 12. srpna 1969 se Dánsko stalo součástí švédské a skandinávské metropolie. Země Beneluxu se staly součástí metropolie Belgie.
Dne 20. prosince 1972 byla přijata ústava metropolie a 29. října 1974 byla metropolie zaregistrována v Severním Porýní-Vestfálsku. Od roku 1981 byla zaregistrována ve všech republikách Německa.
Má 70 farností a 150 chrámů.

## Seznam metropolitů
- 1963–1968 Polyefktos (Finfinis)
  - 1968–1969 Chrysostomos (Tsiter) dočasný správce
- 1969–1971 Iakovos (Tzanavaris)
- 1971–1980 Eirinaios (Galanakis)
- od 1980 Avgoustinos (Labardakis)